# Belouis Some
Belouis Some, pseudoniem van Neville Keighley (Forest Hill, 12 december 1959), is een Britse singer-songwriter van het genre sophistipop. Medio jaren tachtig werd hij bekend met de nummers "Round, Round", "Imagination" en "Some People". 

## Biografie
Keighley groeide op in Forest Hill (Zuid-Londen). In 1978 stopte hij met school en ontwikkelde zich als songwriter, nam zijn eerste demo's op en gaf kleine optredens. 
Zijn eerste release was "Lose It to You" met "Aware of You" als B-kant voor The Cue Record Label in 1981 onder de artiestennaam Nevil Rowe. Hij trad toen voornamelijk in Londense clubs op zoals The Embassy Club. 
Sinds 1982 treedt hij op onder het pseudoniem Belouis Some. In 1982 tekende hij een contract bij Tritec Music van Paul en Michael Berrow, die toen instonden voor het management van de band Duran Duran.
In 1983 kreeg hij een platencontract bij Parlophone Records en steeg zijn populariteit. Zijn eerste single voor Parlophone was "Target Practice" uit 1984. Hij verzorgde destijds het voorprogramma van Nik Kershaw om de single te promoten.
In 1985 bracht Belouis Some zijn eerste studioalbum, Some People, uit, dat werd geproduceerd in New York door Steve Thompson en Michael Barbiero. Hij deed het voorprogramma bij een Noord-Amerikaanse tournee van Frankie Goes to Hollywood. De eerste single van het album Some People, "Imagination", werd pas een groot succes in 1986 (nadat Belouis Some dat jaar verscheen op de soundtrack van de Amerikaanse romcom Pretty in Pink met het nummer "Round, Round" waardoor de zanger veel meer op de radar kwam te staan). "Imagination" haalde in de lente van 1985 een veertigste plaats in de Vlaamse Ultratop. De videoclip van "Imagination" werd geregisseerd door Storm Thorgerson en lokte controverse uit wegens het bevatten van frontale naaktheid. 
De titelsong "Some People" werd later ook gebruikt in een Amerikaanse reclamespot van het horlogemerk Swatch uit Zwitserland. "Imagination" en "Some People" scoorden beide in de Amerikaanse dance charts. 
In het najaar van 1986 bracht hij zijn tweede studioalbum uit, homoniem Belouis Some geheten. "Let It Be with You" en "Animal Magic" werden opnieuw dancehits in de Verenigde Staten. 
In 1989 vormde Belouis Some een band genaamd The Big Broadcast, waarmee hij dan door het Verenigd Koninkrijk toerde. In 1993 bracht hij het album Living Your Life uit voor BMG Records. 

## Singles met hitnotering
| Single met hitnotering(en) in de Vlaamse Ultratop 50 | Datum van verschijnen | Datum van binnenkomst | Hoogste positie | Aantal weken | Opmerkingen |
| ---------------------------------------------------- | --------------------- | --------------------- | --------------- | ------------ | ----------- |
| Imagination                                          | 27-04-1985            | 04-05-1985            | 40              | 2            |             |